# Tiboldi István (állatorvos)
Tiboldi István (Székelyszentmiklós, 1943. november 5.) – erdélyi magyar állatorvos, állatorvos-tudományi szakíró.

## Életútja, munkássága
Középiskoláit a székelykeresztúri líceumban végezte (1962), a kolozsvári Mezőgazdasági és Állatorvostudományi Főiskola Állatorvosi Karán végzett (1967). Az állatorvos tudományok doktora (2002). Szakmai pályáját 1967-ben a Hargita Megyei Állatnemesítő és Szaporodásbiológiai Hivatalban kezdte; 1970–84 között a megyei Mezőgazdasági és Vidékfejlesztési Igazgatóságnál dolgozott, majd visszatért első munkahelyére. Az MTA Agrártudományi Szakbizottság elnöke, 1997-től az országos Állattenyésztési Főigazgatóság tagja, majd alelnöke.
Szakkutatásainak területe a szaporodásbiológia és az alkalmazott állatgenetika. Első szakcikkét a Hargita Népe közölte 1970-ben, azóta napilapok mellett az Erdélyi Gazdában is közöl. Szaktanulmányait a bukaresti Jurnal Medical Veterinar és a marosvásárhelyi Revista de Ameliorare şi Reproducţie, valamint a Romániai Magyar Gazdák Egyesületének Évkönyve (Kolozsvár, 2000) közölte, itt Szaporodásbiológia az évezred küszöbén címmel jelent meg dolgozata.
Nagyobb tanulmánya: Modern biotechnológia (in: Múzeumi Füzetek, 1997/6).
Megjelenés előtt áll Összehasonlító állattenyésztés c. egyetemi tankönyve.

## Kötetei
- Higiénikus tejtermelés a kisgazdaságban (Csíkszereda, 2005)
- Élmény és tanulás. Természettudományos nevelés a székelyföldi térségben; szerk. Biró A. Zoltán, Magyar Ferenc, Tiboldi István; Státus, Miercurea Ciuc, 2014 (Új utakon a tehetséggondozás, 3.)